# Carl Petersen (arkitekt)
 Der er flere personer med dette navn, se Carl Petersen.
Johan Carl Christian Petersen (født 17. januar 1874 i København, død 19. juni 1923 i København) var en dansk arkitekt, keramiker og professor ved Kunstakademiets Arkitektskole. Carl Petersen var en nøgleperson i genopblomstringen af nyklassicismen, ikke mindst gennem hovedværket Faaborg Museum. Han døde ung, men nåede at påvirke en hel generation i retning af nyklassicismen. Han var 1909 en af medstifterne af den kortlivede udbrydergruppe Den fri Architektforening.

## Ungdom, uddannelse og virke
Carl Petersen var søn af guide, senere vejassistent i Ribe og Århus Amter Poul (Pavia) Simon Petersen (søn af den danske polarfarer, Carl Petersen) og Nicoline Christine Buch. Hans skolegang foregik på Sorø Akademi, han tog præliminæreksamen 1890, blev tømrersvend og dimitteredes fra Teknisk Skole. Han blev optaget på Kunstakademiet i alm. forberedelsesklasse september 1896 og var elev her til 1901. Derefter gennemgik han et frugtbart selvstudium, især sammen med vennerne Hans Koch, Ivar Bentsen og Povl Baumann. Han var medarbejder hos Martin Borch, Martin Nyrop (ved Københavns Rådhus) og på Statsbanernes tegnestue under Heinrich Wenck 1901-02 og 1907-11. Han var på rejser til Lübeck og Berlin.
Han blev medlem af Akademiets Plenarforsamling og af Akademiraadet 1918, professor i bygningskunst ved Akademiet 1918, medlem af Det særlige Bygningssyn 1918, Akademiets delegerede ved Teknisk Skole 1918 og var arkitekt for Thorvaldsens Museum 1919-22.
Carl Petersen, der blev forældreløs som 8-årig, blev hos frk. Betty Schlegel i Sorø optaget i et hjem præget af kunstneriske idealer fra kredsen om H.E. Freund og M.G. Bindesbøll. I Sorø Akademi levede han i rum dekoreret af Hilker, og i Christen Dalsgaard fik han en tegnelærer, der også arbejdede med guldaldertidens klare farver. Carl Petersen mindedes bestandigt senere, at en af Dalsgaards stuer havde vægge i ren koboltblåt. Disse barndomsindtryk af 1840'ernes kultur, der overvintrede i Sorø, fik efter hans egne udsagn afgørende betydning for hans senere udvikling. Studier og iagttagelser af – særlig asiatisk – keramik bl.a. på etnografisk samling udviklede yderligere hans sans for stof- og farvevirkninger. I sin første større artikelPorcelæn (Kunstbladet 1910) skriver han: "vor Tid savner kunstnerisk Maalbevidsthed, den ejer hverken Klassicismens sikre Herredømme over Linie og Form eller Østasiaternes overlegne Behandling af Farve- og Stofvirkninger den dekorative Kunsts fire Elementer". Det er som et program for Carl Petersens arbejde, hans bestræbelser efter at nå til, som han skrev om C.F. Hansen, at benytte "de kunstneriske Midler med en klar Bevidsthed, der udelukker Tilfældigheder". Hans første betydningsfulde arbejder falder inden for keramikken. Fra 1904 arbejdede han med sin egen ovn i rytterskolen i Hvidovre. I underglasurens blomstringsperiode greb han tilbage til de rene pottemagervirkninger i små arbejder i en primitiv teknik bl.a. modeller til billige brugsgenstande (solgt til Wertheim i Berlin). Senere (fra 1911) udførte han for Bing & Grøndahl mere forfinet stentøj. Fra de første mere skønvirkeprægede arbejder når han til at give sin dekorative kunst et særpræg af fortættet dekoration og ædel stofvirkning.
Kampen om Frue Kirkes spir kaldte ham frem sammen med Hans Koch og andre – til en ivrig og varm fortolkning af C.F. Hansens kunst (artikler og udstillingen 1911). Samtidig med at han og hans venner fik stemningen vendt, skabte de en stigende interesse for C.F. Hansens arkitektur. Maleren Peter Hansen gjorde Faaborgs mæcen Mads Rasmussen opmærksom på Carl Petersen, og 1912 blev det overdraget ham at tegne Faaborg Museum. Eksteriøret ejer særlig i udformningen af indgangspartiet tydelige mindelser om C.F. Hansen, interiørerne er stærkere påvirket af Gottlieb Bindesbøll, men ingen steder er der nogen direkte efterligning. En mere bevidst udnyttelse af arkitekturens æstetiske virkninger var ikke set i nyere bygningskunst. De sparsomme detaljer vår kun benyttet for at artikulere og understrege hovedformernes markante modsætninger. Farver, belysning, stofvirkninger, alt er præcist udnyttet. Hans egenartede følsomhed for kunst var parret med en usædvanlig evne til at analysere og klarlægge æstetiske principper, således som han gjorde det i artiklerne om Modsætninger og Stoflige Virkninger og den utrykte om Farver. Han fandt åndsfrænder i samtidige (Vilhelm Wanscher, der skrev om Den æstetiske Opfattelse af Kunst, Ivar Bentsen, der på sin måde analyserede tidens danske bygningskunst, Povl Baumann, der fortolkede den tyske og engelske). Han kom til at stå som en fører for en mere bevidst arkitektur og blev 1918 professor ved arkitekturskolen. Valget af denne autodidakt havde en stærkt moralsk virkning som et tegn på en overraskende og forjættende idealisme hos en gammel institution. På det tidspunkt var hans helbred imidlertid allerede svækket, og han indfriede ikke helt de forventninger, man måtte stille til ham. Ubegavede epigoner skabte en åndløs nyklassicisme, der for offentligheden kom til at stå som udtryk for hans bestræbelser. Selv sagde han klart, at nutiden måtte udtrykke sig anderledes end empiretiden. Da grunde mellem Kastelvej og Classensgade tilhørende Det Classenske Fideikommis skulde bebygges, foreslog han i samarbejde med Hans Koch at forme bebyggelsen som en eneste stor randbebyggelse omkring et større parkanlæg mod syd, i stedet for som foreslået af kommunen at udlægge den ene halvdel til park og bebygge den anden med små trange lukkede karreer. Dispositionen var revolutionerende og slående rigtig og blev gennemført efter hans død – bebyggelsen ved Classens Have – ved andre arkitekter (Povl Baumann, Ole Falkentorp og Peter Nielsen). Beslægtet med denne store idé var hans i praktiske henseender problematiske forslag til et nationalmuseum liggende som én lang stok i Kongens Have langs Gothersgade. Kun få af hans arbejder foreligger, satsledes som han havde Tænkt dem, men hans samlede produktion af arkitektur, kunstindustri, tegninger og skriftlige arbejder tegner billedet af en mand, der i alt var en helstøbt og selvstændig personlighed med en mageløs sans for det afklarede og rene, en glimrende polemiker, et elskeligt menneske. 
Han blev gift 10. juli 1901 i København med Ingeborg Sofie Borgen (15. februar 1868 i København – 25. oktober 1940 i København), datter af kaptajn, graver og stadsbedemand Edvard Borgen og Elise Julie Antonie Rohde.

## Udstillinger
Carl Petersen udstillede værker på Kunstnernes Efterårsudstilling 1905, 1918, Charlottenborg Forårsudstilling 1915-16, 1920-22, 1924, Grønningen 1915-17, Den fri Architektforening 1915 (medstifter 1909), Stockholm 1918, Verdensudstillingen i Paris 1925, hvor han vandt guldmedalje for keramiske arbejder. Posthumt blev hans værker vist på Soransk Kunst 1936 og Danish Art Treasures, London, 1948.

## Værker
- Faaborg Museum, Faaborg (1912-15, fredet)
- Hus for maleren Harald Moltke, Mariendalsvej 77, Frederiksberg (1912, sammen med Hans Koch, haven i engelsk havestil efter tegninger af Carl Petersen)
- Hus for redaktør Svenn Poulsen, Vestagervej 27, Østerbro, København (1913, taget senere ændret til mansardtag af Sven Risom)
- Hus for maleren Ellen Sawyer, Strandgade 54, Kerteminde (1913)
- Interimistisk udstillingsbygning for Grønningen (1915, 1916 og 1917; genopført hver gang med ny udvendig dekoration, hvortil tegninger dels i Danmarks Kunstbibliotek, Samlingen af Arkitekturtegninger, dels i privateje)
- Tilbygning til Johannes Larsens hus i Kerteminde (sidebygning og atelier) (1916, 1919 og senere)
- Beboelsesbygning, hjørnet af Sundstræde og Østergade 43, Faaborg (over for Museet) (1916, fredet)
- Svinestald til herregården Fuglsang på Lolland (1916-17)
- Ombygning af Vingårdsstræde 21 til Dansk Kunsthandel, København (ca. 1917-19, sammen med Kaare Klint; nu ændret)
- Villaen Ryvangs Allé 62, Hellerup (1919)
- Frk. Dahlerups sommerhus i Kildekrog ved Hornbæk (1919)
- Horsens Privatbank, hjørnet af Jessensgade og Stationspladsen, Horsens (1919, sammen med Hans Koch)
- Indgangspartierne til anlægget foran Statens Museum for Kunst i Sølvgade (projekter hertil fra omkr. 1919)
- Indretning af Højesteretssagfører C.L. Davids malerisale, Davids Samling, Kronprinsessegade 30, København (omkr. 1919)
- Forslag til bebyggelse af Det Classenske Fideikommis' grunde mellem Arendalsgade og Classensgade, Østerbro, København (sammen med Hans Koch; projektet gennemført i noget ændret form 1924 i bebyggelsen Ved Classens Have af Povl Baumann, Ole Falkentorp og Peter Nielsen)

### Restaureringer sammen med Hans Koch
- Ombygning af Admiral Gjeddes Gård, Store Kannikestræde 10, København (1918-20, præmieret)
- Vedligeholdelse af Thorvaldsens Museum og istandsættelse af Domhuset i København (fra 1919)

### Projekter
- Ting- og Arresthus i Kerteminde (3. præmie 1908, sammen med Hans Koch)
- Frihedsstøttekonkurrencen (sammen med Ole Falkentorp)
- Bebyggelse af det gl. banegårdsterræn (1919 sammen med Ivar Bentsen)
- KFUM, Odense (1. præmie 1920)
- Nationalmuseum i Gothersgade (1921 sammen med Hans Koch)

### Kunsthåndværk
- Beskæftigede sig 1902-07 væsentlig med pottemageri, fra c. 1903-04 på Hegnetslund, fra 1904 i eget værksted i Hvidovre (lertøj med hornmalet dekoration)
- 1911-12 kunstnerisk leder for Bing & Grøndahls stentøjsproduktion og udførte her selv en række mindre stentøjsarbejder med dekoration (omfattende samling af keramik og tegninger til keramik i Kunstindustrimuseet)
- Indrettede biblioteksværelse m. m. på herregården Fuglsang på Lolland (1916-17)
- Gav tegning til gravmæler (bl.a. for Mads Rasmussen, d. 1916 og for Anna Syberg, d. 1914, begge Fåborg Kirkegård)
- Møbler, bl.a. Sø- og Handelsrettens lokaler i Erichsens Palæ (omkr. 1911)
- Arkivrummet i Faaborg Museum (1914-15; sammen med Kaare Klint)
- Malerirammer (bl.a. til Ejnar Nielsens Adam og Eva på Statens Museum for Kunst)
- Småtryk, exlibris m.m. (tegninger i Danmarks Kunstbibliotek, Samlingen af Arkitekturtegninger og i Kunstindustrimuseet)

### Skriftlige arbejder
- "Stoflige Virkninger", Architekten, 1919. Online hos Bygningskultur Danmark (Webside ikke længere tilgængelig)
- "Modsætninger", Architekten, 1920. Online hos Bygningskultur Danmark (Webside ikke længere tilgængelig)
- "Farver" (posthumt publiceret 1924) Online hos Bygningskultur Danmark (Webside ikke længere tilgængelig)